# Halimatu Ayinde
Halimatu Ayinde, född den 16 maj 1995 i Kaduna, är en nigeriansk fotbollsspelare (mittfältare) som spelar för FC Rosengård och det nigerianska landslaget. Hon har tidigare representerat Western New York Flash, belarusiska FK Minsk och Eskilstuna United. 

## Klubbkarriär
Säsongen 2018 spelade Ayinde för Asarums IF/FK i Elitettan. I november 2018 värvades Ayinde av Eskilstuna United.Hon spelade 19 matcher för klubben i Damallsvenskan 2019. Följande säsong spelade Ayinde 21 ligamatcher. Hon blev vid slutet av säsongen 2020 även utsedd till "Årets spelare i Eskilstuna United". I maj 2021 råkade Ayinde ut för en korsbandsskada, vilket gjorde att hon missade resten av säsongen. 2022 gick Ayinde till FC Rosengård.

## Landslagskarriär
Ayinde var en del av det nigerianska landslaget under både VM i Kanada år 2015 och VM i Frankrike år 2019.